# Ștefan Kovács
Ștefan Kovács (Timișoara, 2 de outubro de 1920 — Cluj-Napoca, 12 de maio de 1995) foi um jogador e treinador de futebol romeno, considerado um dos mais bem sucedidos treinadores na história do jogo. Kovács é conhecido por seus sucessos com o clube AFC Ajax dos Países Baixos no começo da década de 1970.

## Carreira
Nascido em Timișoara, na Romênia, Kovács foi um meio-campista que apesar de possuir técnica apurada e intuição tática nunca foi escolhido para jogar na Seleção Romena, ao contrário do seu irmão mais velho Nicolae Kovács, que foi um dos cinco jogadores que participaram nas três Copas do Mundo antes da Segunda Guerra Mundial.
Kovács teve seus primeiros grandes sucessos como treinador no comando do Steaua Bucureşti, onde venceu entre 1967 e 1971, uma vez o campeonato e três vezes a Copa da Romênia.
Depois disso, ele substituiu Rinus Michels como treinador do Ajax em 1971, continuando e expandindo a filosofia do "futebol total". Com o Ajax, Kovács conseguiu em 1972 e 1973, duas Liga dos Campeões consecutivas. Em 1972, ele também ganhou a Copa Intercontinental e no ano seguinte a primeira edição da Supercopa da Europa. Além disso, ele liderou o Ajax para o bi-campeonato da Copa e do campeonato em 1972 e para outro campeonato nacional em 1973.
Depois que ele deixou o Ajax em 1973, foi convidado pela federação francesa de futebol para assumir a seleção principal. Ele desenvolveu as jovens gerações de talentos franceses. Jornalistas da França perguntaram-lhe quanto tempo demoraria para tornar a equipe da França uma ótima equipe, ele respondeu que "com boas estruturas, em oito anos ou dez anos, podemos fazer uma boa seleção nacional". Michel Hidalgo, seu sucessor, aproveitou esse trabalho e continuou a liderar essa geração para o título do Campeonato Europeu de Futebol de 1984. Kovács continua sendo o único treinador estrangeiro a treinar a seleção francesa.
Após este episódio, ele retornou para a Romênia para se tornar o treinador da seleção nacional. Mais tarde, ele teve mais sucessos com Panathinaikos e Monaco.
Ele morreu em 12 de maio de 1995, doze dias antes do Ajax ganhar a sua quarta Liga dos Campeões.

## Títulos
Steaua
- Campeonato Romeno: 1967–68
- Copa da Roménia: 1968–69, 1969–70, 1970–71

Ajax
- Campeonato Neerlandês: 1971–72, 1972–73
- Copa dos Países Baixos: 1971–72
- Liga dos Campeões da UEFA: 1971–72, 1972–73
- Supercopa Europeia: 1972
- Copa Intercontinental: 1972

Panathinaikos
- Copa da Grécia: 1981–82